# Il nostro cuore
Il nostro cuore (in francese: Notre cœur) è il sesto e ultimo romanzo concluso di Guy de Maupassant, pubblicato nel giugno 1890 sulla Revue des Deux Mondes e poi nello stesso anno in volume presso l'editore Paul Ollendorff. È un romanzo in stile realista.

## Trama
Parigi, fine Ottocento. Michèle de Burne, giovane e seducente vedova, anima uno dei principali salotti dell'epoca frequentato da artisti e viveur che, invaghiti di lei, finiscono per diventarne rassegnati ammiratori. Quando nel gruppo compare André Mariolle, eclettico "dilettante di talento", la ritrosia della donna sembra cedere finalmente al trasporto di un amore vero. Incapace di corrispondere la passione dell'uomo con pari abbandono, Michèle si rivela vanitosa e arida, ansiosa soltanto di avere accanto l'ennesimo fedele servitore. Affranto, André si rifugia in campagna tra le braccia di una giovane e graziosa domestica.

## Edizioni italiane
- Il nostro cuore. Romanzo, traduzione italiana di Francesco Sabelli, Milano, Treves, 1907.
- Il nostro cuore. Romanzo, traduzione di Mara Dussia, Milano, Mondadori, 1935.
- Il nostro cuore, traduzione di Francesco Francavilla, Milano, Rizzoli, 1963.
- Il nostro cuore, traduzione di Lucia Brustolin, Milano, Peruzzo, 1986.
- Il nostro cuore, traduzione di Emma Defacqz, Milano, Mursia, 1989, ISBN 88-425-0133-6.
- Il nostro cuore, in Tutti i racconti, a cura di Lucio Chiavarelli, vol. I, Roma, Newton Compton, 1995, ISBN 88-8183-167-8.
- Il nostro cuore, traduzione di Massimo Biondi, prefazione di Maria Giulia Longhi, a cura di Dario Pontuale, Roma, Bordeaux, 2013, ISBN 978-88-97236-15-3.